# John Nicholson (ciclista)
John Michael Nicholson (Melbourne, 22 de junio de 1949) es un deportista australiano que compitió en ciclismo en la modalidad de pista, especialista en la prueba de velocidad individual.
Participó en los Juegos Olímpicos de Verano, en los años 1968 y 1972, obteniendo una medalla de plata en Múnich 1972, en la prueba de velocidad individual.
Ganó cuatro medallas en el Campeonato Mundial de Ciclismo en Pista entre los años 1974 y 1977.

## Medallero internacional
| Juegos Olímpicos   | Juegos Olímpicos            | Juegos Olímpicos  | Juegos Olímpicos         |
| Año                | Lugar                       | Medalla           | Competición              |
| ------------------ | --------------------------- | ----------------- | ------------------------ |
| 1972               | Múnich (RFA)                | Medalla de plata  | Velocidad individual     |
| Campeonato Mundial |                             |                   |                          |
| Año                | Lugar                       | Medalla           | Competición              |
| 1974               | Montreal (Canadá)           | Medalla de plata  | Velocidad individual (P) |
| 1975               | Rocourt (Bélgica)           | Medalla de oro    | Velocidad individual (P) |
| 1976               | Monteroni di Lecce (Italia) | Medalla de oro    | Velocidad individual (P) |
| 1977               | San Cristóbal (Venezuela)   | Medalla de bronce | Velocidad individual (P) |